# Cupa Laver 2023
Cupa Laver 2023 este a șasea ediție a Cupei Laver, turneul de tenis masculin între echipe din Europa și Restul Lumii. Se joacă  pe terenuri cu suprafață dură, în interior, la Rogers Arena din Vancouver, Canada, în perioada 22–24 septembrie 2023.
Echipa Restului Lumii a câștigat al doilea titlu consecutiv, după ce anul trecut a câștigat pentru prima dată Cupa Laver.
La Cupa Laver 2023, echipa mondială a obținut o victorie dominantă cu 13–2 în fața echipei Europei.

## Selecția jucătorilor
La 2 februarie 2023, Félix Auger-Aliassime a fost primul jucător care a confirmat participarea sa la echipa Restul Lumii. La 17 aprilie 2023, Taylor Fritz și Frances Tiafoe au fost următorii jucători care și-au anunțat participarea pentru Echipa Lumii, precum și Nick Kyrgios la 24 aprilie, care însă s-a retras la 11 august.
La 20 aprilie 2023, Stefanos Tsitsipas, Andrei Rubliov și la 25 aprilie, Holger Rune au fost primii jucători care au confirmat participarea pentru Echipa Europei. Pe 14 iunie 2023, Casper Ruud a anunțat că se va alătura și el acestei echipe.
La 23 august 2023, ambele echipe și-au anunțat formațiile finale. Căpitanul echipei Europei, Björn Borg, i-a ales pe Hubert Hurkacz și Gaël Monfils, în timp ce căpitanul echipei mondiale, John McEnroe, i-a numit pe Tommy Paul, Francisco Cerúndolo și Ben Shelton. Pe 14 septembrie 2023, s-a anunțat că Milos Raonic se va alătura Echipei Mondiale în calitate de supleant. Cu puțin timp înainte de începerea turneului, Rune și Tsitsipas s-au retras din cauza accidentărilor și au fost înlocuiți de Alejandro Davidovici Fokina și Arthur Fils.

## Participanți
| Echipa Europa               | Echipa Europa |
| --------------------------- | ------------- |
| Căpitan: Björn Borg         |               |
| Jucător                     | Poz.          |
| Holger Rune                 | 4             |
| Stefanos Tsitsipas          | 5             |
| Andrei Rubliov              | 6             |
| Casper Ruud                 | 9             |
| Hubert Hurkacz              | 16            |
| Alejandro Davidovici Fokina | 25            |
| Gaël Monfils                | 35PR(142)     |
| Arthur Fils                 | 44            |
| Jiri Lehecka                | 29            |
| Stan Wawrinka               | 40            |

| Echipa Restul Lumii   | Echipa Restul Lumii |
| --------------------- | ------------------- |
| Căpitan: John McEnroe |                     |
| Jucător               | Poz.                |
| Taylor Fritz          | 8                   |
| Frances Tiafoe        | 11                  |
| Tommy Paul            | 13                  |
| Félix Auger-Aliassime | 14                  |
| Ben Shelton           | 19                  |
| Francisco Cerúndolo   | 21                  |
| Nick Kyrgios          | 21PR(472)           |
| Christopher Eubanks   | 32                  |
| Milos Raonic          | 33PR(322)           |

- Clasamentul ATP la data de 18 septembrie 2023

|  | S-a retras înainte de turneu |
|  | Alternativă                  |

## Meciuri
Fiecare meci câștigat în prima zi valorează un punct, în a doua zi două puncte, iar în a treia zi trei puncte. Câștigă prima echipă care ajunge la 13 puncte.
| Zi / Pcte | Dată   | Tip meci | Echipa Europei              | Echipa Restul Lumii           | Scor               | Puncte echipe după meci |
| --------- | ------ | -------- | --------------------------- | ----------------------------- | ------------------ | ----------------------- |
| 1         | 22 sep | Simplu   | Arthur Fils                 | Ben Shelton                   | 6–7(4–7), 1–6      | 0–1                     |
| 1         | 22 sep | Simplu   | Alejandro Davidovici Fokina | Francisco Cerúndolo           | 3–6, 5–7           | 0–2                     |
| 1         | 22 sep | Simplu   | Gaël Monfils                | Félix Auger-Aliassime         | 4–6, 3–6           | 0–3                     |
| 1         | 22 sep | Dublu    | A Fils / A Rubliov          | T Paul / F Tiafoe             | 3–6, 6–4, [6–10]   | 0–4                     |
| 2         | 23 sep | Simplu   | Andrei Rubliov              | Taylor Fritz                  | 2–6, 6–7(3–7)      | 0–6                     |
| 2         | 23 sep | Simplu   | Casper Ruud                 | Tommy Paul                    | 7–6(8–6), 6–2      | 2–6                     |
| 2         | 23 sep | Simplu   | Hubert Hurkacz              | Frances Tiafoe                | 5–7, 3–6           | 2–8                     |
| 2         | 23 sep | Dublu    | H Hurkacz / G Monfils       | F Auger-Aliassime / B Shelton | 5–7, 4–6           | 2–10                    |
| 3         | 24 sep | Dublu    | H Hurkacz / A Rubliov       | B Shelton / F Tiafoe          | 6–7(4–7), 6–7(5–7) | 2–13                    |
| 3         | 24 sep | Simplu   | Casper Ruud                 | Taylor Fritz                  | nu s-a jucat       | nu s-a jucat            |
| 3         | 24 sep | Simplu   | Andrei Rubliov              | Frances Tiafoe                | nu s-a jucat       | nu s-a jucat            |
| 3         | 24 sep | Simplu   | Hubert Hurkacz              | Félix Auger-Aliassime         | nu s-a jucat       | nu s-a jucat            |

## Statistici
| Jucător                     | Echipă | Nat.                       | Meciuri | Câștigat–Pierdut | Câștigat–Pierdut | Câștigat–Pierdut | Puncte | Puncte | Puncte |
| Jucător                     | Echipă | Nat.                       | Meciuri | Simplu           | Dublu            | Total            | Simplu | Dublu  | Total  |
| --------------------------- | ------ | -------------------------- | ------- | ---------------- | ---------------- | ---------------- | ------ | ------ | ------ |
| Félix Auger-Aliassime       | Lume   | Canada                     | 2       | 1–0              | 1–0              | 2–0              | 1–0    | 2–0    | 3–0    |
| Francisco Cerúndolo         | Lume   | Argentina                  | 1       | 1–0              | 0–0              | 1–0              | 1–0    | 0–0    | 1–0    |
| Alejandro Davidovici Fokina | Europa | Spania                     | 1       | 0–1              | 0–0              | 0–1              | 0–1    | 0–0    | 0–1    |
| Arthur Fils                 | Europa | Franța                     | 2       | 0–1              | 0–1              | 0–2              | 0–1    | 0–1    | 0–2    |
| Taylor Fritz                | Lume   | Statele Unite ale Americii | 1       | 1–0              | 0–0              | 1–0              | 2–0    | 0–0    | 2–0    |
| Hubert Hurkacz              | Europa | Polonia                    | 3       | 0–1              | 0–2              | 0–3              | 0–2    | 0–5    | 0–7    |
| Gaël Monfils                | Europa | Franța                     | 2       | 0–1              | 0–1              | 0–2              | 0–1    | 0–2    | 0–3    |
| Tommy Paul                  | Lume   | Statele Unite ale Americii | 2       | 0–1              | 1–0              | 1–1              | 0–2    | 1–0    | 1–2    |
| Andrei Rubliov              | Europa |                            | 3       | 0–1              | 0–2              | 0–3              | 0–2    | 0–4    | 0–6    |
| Casper Ruud                 | Europa | Norvegia                   | 1       | 1–0              | 0–0              | 1–0              | 2–0    | 0–0    | 2–0    |
| Ben Shelton                 | Lume   | Statele Unite ale Americii | 3       | 1–0              | 2–0              | 3–0              | 1–0    | 5–0    | 6–0    |
| Frances Tiafoe              | Lume   | Statele Unite ale Americii | 3       | 1–0              | 2–0              | 3–0              | 2–0    | 4–0    | 6–0    |